# I Got U
I Got U è un singolo del DJ britannico Duke Dumont pubblicato il 13 gennaio 2014 che vede la partecipazione alla parte vocale di Jax Jones. Il brano, interamente prodotto dagli stessi interpreti, contiene alcuni passaggi della canzone My love is your love di Whitney Houston, a cui Dumont si ispirò dicendo: "È una delle mie canzoni preferite di Whitney, in particolare del suo ultimo periodo."  Il singolo ha avuto grande successo non solo in Europa ma anche negli Stati Uniti e in Oceania.

## Video ufficiale
Il video musicale della durata di 3:59 è stato girato in Thailandia, tra Bangkok e Phuket, ed è stato pubblicato il 19 febbraio 2014.